# Roger de Flor

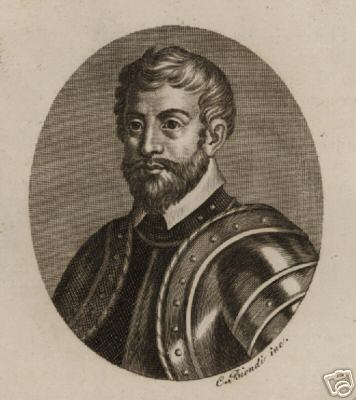
Roger de Flor, idealisierte Darstellung aus dem 19. Jahrhundert

Ruggero da Fiore oder Roger de Flor (* 1266 in Brindisi; † 30. April 1305 in Adrianopel; eigentlich Rutger von Blum, auch Roger Florus) war ein italienischer Abenteurer und Söldner deutscher Herkunft, der in Italien und in Südosteuropa für das Byzantinische Reich kämpfte.

## Leben
Roger war der zweite Sohn des deutschen Falkners Richard von Blum, der im Dienst des Kaisers Friedrich II. stand und 1268 in der Schlacht bei Tagliacozzo fiel.
Im Alter von acht Jahren wurde Roger auf eine Galeere geschickt, die den Templern gehörte. Er trat in den Orden ein und wurde Kommandant eines ihrer Schiffe. Nach der Belagerung von Akkon 1291 durch die ägyptischen Mamelucken wurde er als Dieb und Glaubensabtrünniger angeklagt und degradiert, woraufhin er nach Genua floh und eine Karriere als Pirat begann.
Im Kampf um Sizilien zwischen den Königen von Aragón und den Königen von Neapel aus dem Haus Anjou trat er in den Dienst des Königs Friedrich II. von Sizilien, der ihn in den Rang eines Vizeadmirals erhob. Nach dem Frieden von Caltabellotta und dem aus ihm folgenden Kriegsende im Jahr 1302 war Friedrich bemüht, seine Insel von den Söldnertruppen, den katalanischen Almogàvers, zu befreien, die er auch nicht länger bezahlen konnte. Roger sammelte die Söldner unter seiner Führung, um im gegen die Osmanen zu kämpfen, die das Byzantinische Reich bedrängten und bereits nahezu ganz Kleinasien eingenommen hatten.
Kaiser Andronikos II. nahm sein Angebot an, und im September 1303 lief Roger mit seiner Flotte und seinen Söldnern der Katalanischen Kompanie in Konstantinopel ein. Er wurde in die kaiserliche Familie aufgenommen, mit einer Enkelin des Kaisers verheiratet und zum Megas Doux und Oberkommandierenden von Armee und Flotte ernannt.
1304 eroberten Roger und seine Männer Philadelphia von den Türken zurück. Roger beschloss, im Osten ein eigenes Fürstentum zu gründen. Er sandte seine Schätze nach Magnesia, wo sich die byzantinische Bevölkerung jedoch gegen ihn erhob, seine Männer tötete und die Wertsachen beschlagnahmte. Roger begann eine Belagerung der Stadt, seine Angriffe wurden jedoch abgewehrt, und er war gezwungen sich zurückzuziehen.
Als er zum byzantinischen Kaiser zurückgerufen wurde, quartierte er seine Truppen in Gallipoli und anderen Städten ein und ging selbst nach Konstantinopel, um Bezahlung für sich und seine Männer zu verlangen. Unzufrieden mit der Summe, die ihm der Kaiser gab, ließ er das Land plündern. Roger wurde nun zum Caesar ernannt. Vom jungen Mit-Kaiser Michael IX. Palaiologos wurde er nach Adrianopel eingeladen. Dort gelang es dem Kaiser am 4. oder 3. April 1305, Roger und die ihn begleitenden katalanischen Kavalleristen ermorden zu lassen. Rogers verbliebene Männer verschanzten sich in Gallipoli, wo sie die Zivilbevölkerung massakrierten und wo sie 1306 einer Belagerung durch die Byzantiner und deren venezianische Verbündete standhielten. 1307 zerstörten sie die Stadt, zogen weiter und verwüsteten bis 1311 weite Teile Thrakiens und Makedoniens. Die Stadt Theben wurde dabei völlig zerstört. 1311 bemächtigten sie sich des Herzogtums Athen.